# Schizonycha livida
Schizonycha livida är en skalbaggsart som beskrevs av Johann Christoph Friedrich Klug 1855. Schizonycha livida ingår i släktet Schizonycha och familjen Melolonthidae. Inga underarter finns listade i Catalogue of Life.